# Капське флористичне царство

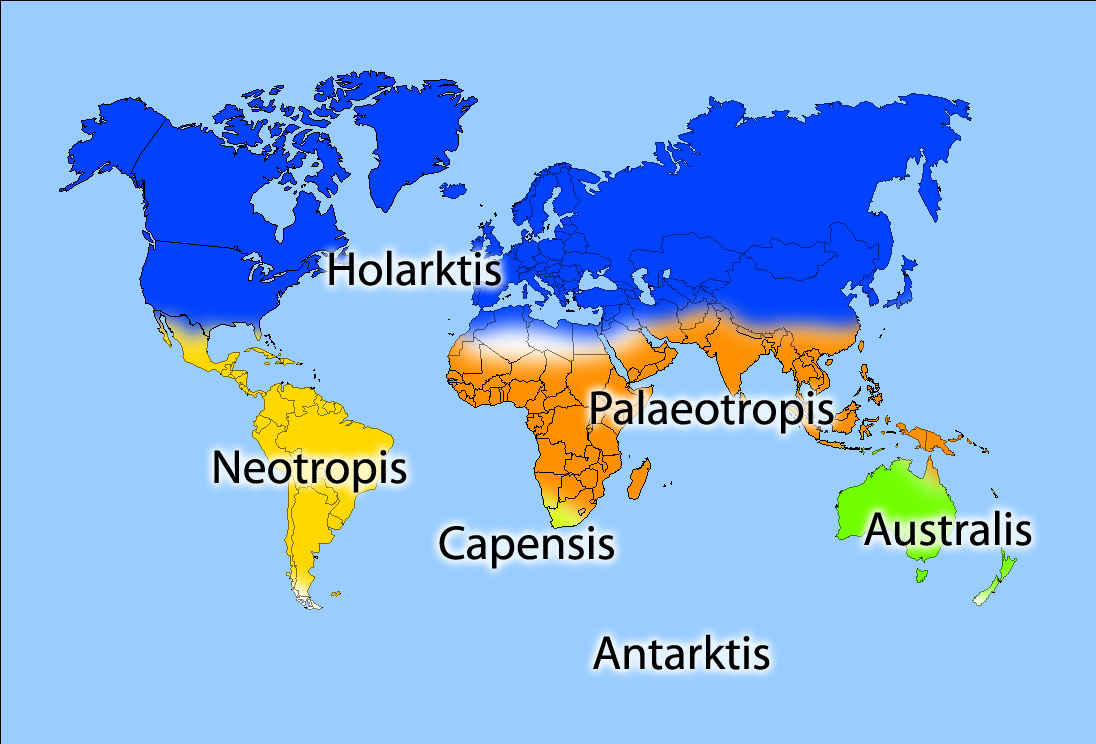
Карта флористичного районування

Капське флористичне царство (Capensis) займає південний край Африки. Флора цього найменшого флористичного царства надзвичайно багата (близько 7 тис. видів), в ній налічують 7 ендемічних родин, в тому числі груббієві (Grubbiaceae), рорідулові (Roridulaceae), брунієві (Bruniaceae), і понад 210 родів, в основному моно- або оліготипних. Більшість видів представлена ксерофільними і склерофільними кущами, рідше невисокими деревами.
У складній і не у всьому ясній історії флори К.ф.ц. цікаві її зв'язки з іншими флорами Південної півкулі, існуючі з тих часів, коли Гондвана була єдиним материком або тільки починала розпадатися. Так, деякі роди родини рестієвих і протейних, що розвинулися в австрало-азійській частині Гондвани, досягли Південної Африки прямою міграцією. Розподіл же видів родів (Сіпота) (1 вид в Південній Африці, 16 — в Новій Каледонії), (Bulbinella) (5 видів в Південній Африці, 6 — в Новій Зеландії), (Tetraria) (38 видів в Південній Африці, 4 — в Австралії, 1 — на о. Калімантан) важко або навіть неможливо пояснити тільки дрейфом континентів. Для флори царства характерні також роди, спільні з тропічною африканською флорою (молочай, алое та ін.) і флорою Голарктики (еріка — понад 450 видів, рута, каркас, гостролист, маслина та ін.). Багато рослин К.ф.ц., особливо цибулинні і бульбоносні, є джерелом культурних декоративних форм (нарцис, гладіолус, тюльпан, гіацинт та ін.). Зростаюча сухість кліматичних умов на півдні Африки веде до скорочення площ, зайнятих типовими представниками капської флори.
До складу царства входить тільки одна флористична область — Капська.
Капске царство охороняється різними міжнародними програмами. В 1975 році регіон Де-Хуп увійшов до списку водно-болотних угідь, охоронюваних Рамсарською конвенцією, в 1998 році було створено біосферний резерват Когелберг, а в 2004 році охоронювані території Капської флористичної області було зараховано до об'єктів Світової спадщини ЮНЕСКО.

## Виноски
1. ↑  CAPE FLORAL REGION PROTECTED AREAS (PDF) (англ.). United Nations Enviroment Program. Архів оригіналу (PDF) за 14 січня 2009. Процитовано 4 червня 2010.